# Sonja Kuittinen
Sonja Kuittinen (* 30. September 1990 in Puumala), auch bekannt als SonSon, ist eine finnische Schauspielerin.

## Biografie
Sonja Kuittinenmwure am 30. September 1990 in Puumala geboren. Sie studierte an der Theaterakademie Helsinki. Anschließend bekam sie 2016 in dem Film Miami die Hauptrolle. Für ihre Rolle wurde sie mit der Jussi-Auszeichnung als Beste Schauspielerin nominiert. Kuittinen spielte auch eine Rolle im Finnischen Nationaltheater als eine der drei Hexen im Macbeth-Stück.
Außerdem war sie in der Serie Bordertown zu sehen. 2021 spielte sie in der Serie Mädät omenat die Hauptrolle. Unter anderem wurde Kuittinen 2022 für die Serie Pysäyttäkää Nyqvist gecastet.
Zusammen mit Fanni Noroila gründete sie eine Musikgruppe namens SOFA.

## Filmografie (Auswahl)
Filme
- 2017: Miami
- 2019: Marian paratiisi

Serien
- 2015: Tripla
- 2018: Bordertown
- 2019: Suden hetki
- 2019–2021: Nyrkki
- 2021: Mädät omenat
- 2022: Pysäyttäkää Nyqvist
- 2022: Sininen enkeli